# Werke und Tage

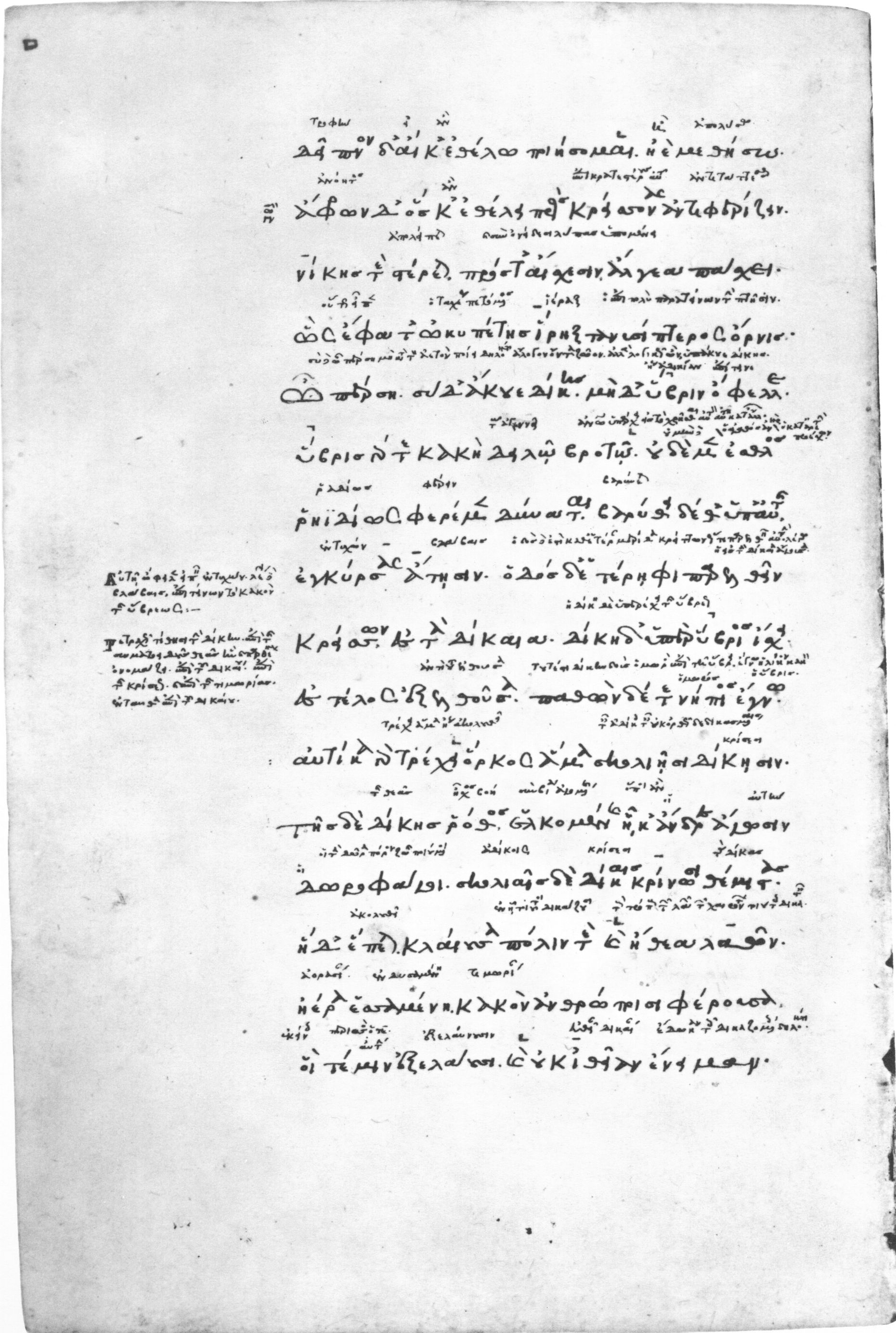
Die Werke und Tage (mit Scholien von Manuel Moschopulos) in der Handschrift Venedig, Biblioteca Marciana, Gr. 464, fol. 26v

Werke und Tage (altgriechisch Ἔργα καὶ ἡμέραι Érga kaí hēmérai, kurz Erga genannt) ist ein episches Lehrgedicht des Hesiod und entstand etwa um 700 v. Chr. Es umfasst 828 Hexameter.

## Literarischer Ausgangspunkt
Als Anlass für die Abfassung von Werke und Tage wird ein Streit Hesiods mit seinem Bruder Perses angeführt. Hesiod warf diesem vor, unrechtmäßig zu Reichtum gelangen zu wollen, und hielt ihm die eigene Lebensweise vor, die darauf ausgerichtet war, sich durch harte bäuerliche Arbeit Wohlstand zu erwirtschaften. Insofern kann man auch von einer Art Mahngedicht sprechen, doch wird dieser Streit unter Brüdern im Gedicht in einen viel umfassenderen Kontext gestellt, der sich mit der kosmischen Ordnung, der Geschichte des Menschengeschlechts und mit ihren Mythen befasst.

## Gegenstand
Beschrieben werden zunächst der Mythos von Prometheus und der Büchse der Pandora, dann die fünf aufeinanderfolgenden Weltzeitalter (Goldenes, Silbernes, Bronzenes Zeitalter, heroisches Zeitalter und ehernes/eisernes Zeitalter); es folgt die Erzählung vom Falken und der Nachtigall (wobei der Falke für den König und die Nachtigall für den Dichter steht) sowie schließlich eine Vision zweier Reiche: Dem Reiche der Gerechtigkeit steht das Reich der Hybris gegenüber.
Im Laufe des Lehrgedichts breitet Hesiod seine umfassende Kenntnis bäuerlicher Tätigkeiten aus, wobei er diese im Rahmen eines detaillierten Kalenders und begleitet von nützlichen Ratschlägen für den Bauern darstellt; so werden bäuerliche Werkzeuge beschrieben, die Sorge um das Vieh, um Saat und Ernte usf. Lebensecht wird auch der harte Winter in den Bergen Griechenlands beschrieben. Gepriesen wird derjenige, der Gerechtigkeit walten lässt und Maß hält; diesem werde am Ende Wohlstand zuteil. Dagegen werde der, der maßlos der Hybris folgt und auf schnellen Gewinn hofft, alles verlieren.
Einige Philologen gehen davon aus, dass Werke und Tage zeitlich nach Hesiods anderem Hauptwerk, der Theogonie, anzusetzen sei. Für diese These wird geltend gemacht, dass Hesiod in der Theogonie von einer Eris (Göttin des Streits) ausging, nunmehr aber postuliert, es gebe deren zwei: eine schlechte Göttin, die als Verkörperung der Streitsucht für den entzweienden Streit stehe und eine gute, die als Personifizierung des Wettstreits den sportlichen, konstruktiven Wettstreit (agon) repräsentiere.

## Rezeption

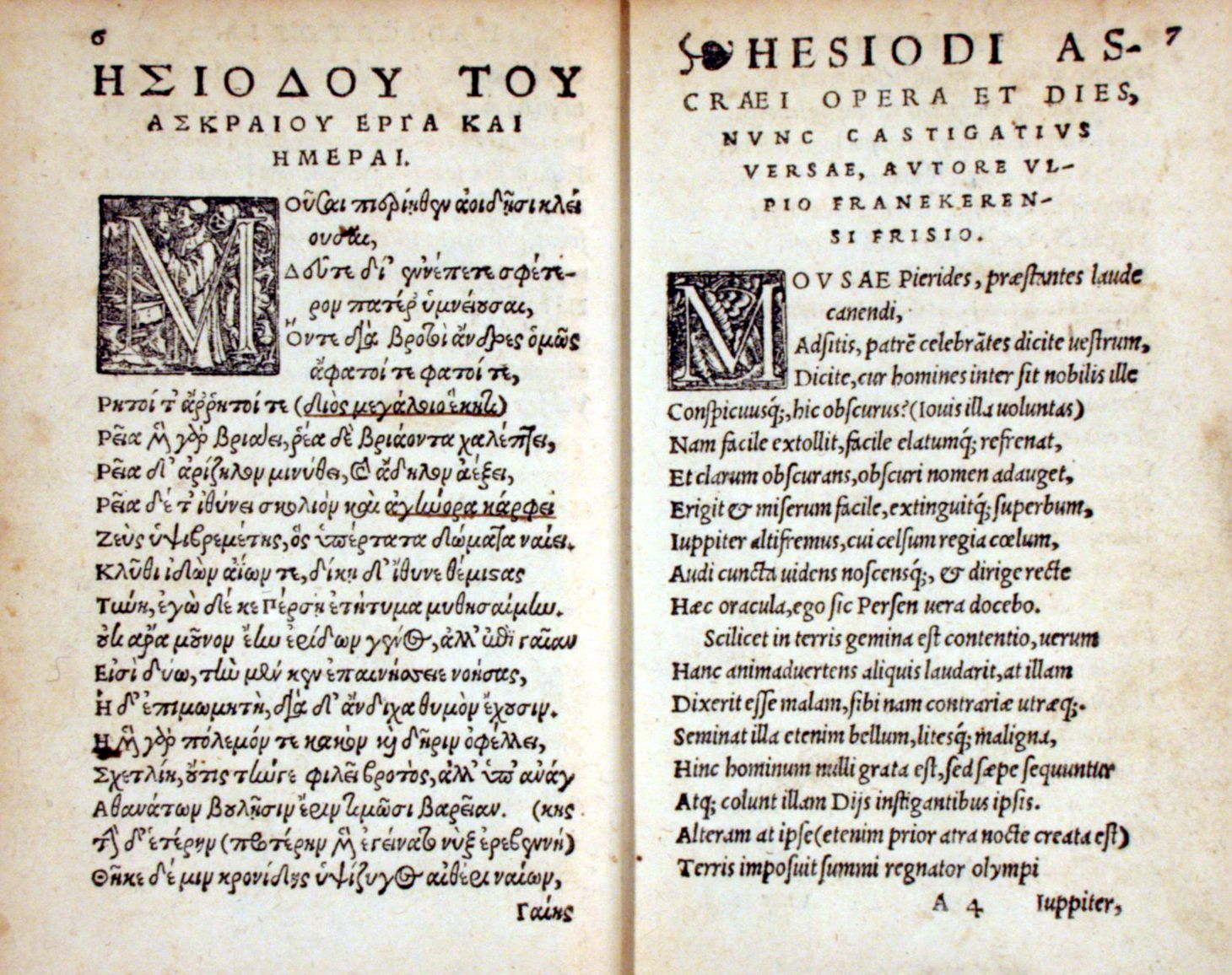
Der Anfang der Werke und Tage in einer humanistischen Ausgabe von 1539 mit lateinischer Übersetzung

Werke und Tage hatte auf die Literaturgeschichte eine kaum zu überschätzende Nachwirkung. Viele oft sentenzenartige Zitate sind bis in die Gegenwart lebendig geblieben.
Auch in der Geschichtswissenschaft spielen Werke und Tage eine große Rolle, beschreiben sie doch das Leben in der kleinbäuerlichen Gesellschaft des archaischen Griechenlands. Im Gegensatz zu den homerischen Epen, die in erster Linie die adelige Lebenswelt zeigen, lassen die Schilderungen Hesiods Rückschlüsse auf das Leben knapp oberhalb des Existenzminimums zu: Arbeit in der Landwirtschaft oder die Erbteilung und deren Gefahren sind dabei ebenso Thema wie Verschuldung und nachbarschaftliche Solidarität, die das Überleben in der bäuerlichen Gemeinschaft zu sichern half. Das Überleben des eigenen kleinen Oikos war für Hesiod dabei wichtiger als die Teilhabe am politischen Prozess in der Polis.